# Nazgûl

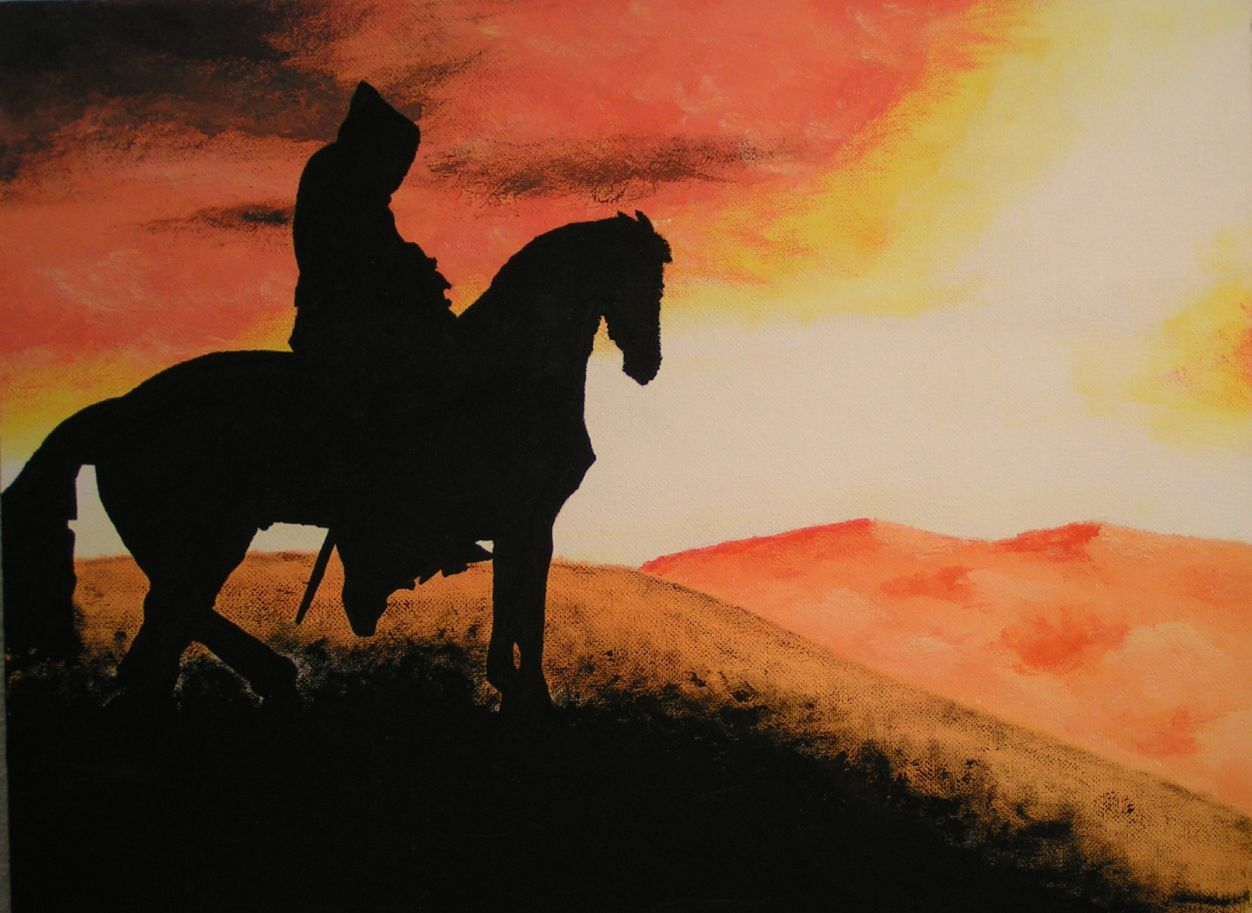
Nazgûl i form av de svarta ryttare som förföljer brödraskapet i böckerna

Nazgûl, på svenska omnämnda som ringvålnader och de svarta ryttarna, är nio litterära figurer som förekommer i J.R.R. Tolkiens böcker om Härskarringen. Namnet är en sammansättning av två ord ur det fiktiva svartspråket som talas i Mordor: nazg, 'ring', och gûl, 'vålnad'. På högalvernas språk quenya benämns de úlairi.
Ursprungligen är de nio dödliga av människornas släkte, som gavs varsin ring av Sauron. Man är inte riktigt säker på var dessa nio människor härstammar ifrån, men det sägs att tre av dem en gång var stora män av Númenor och en, Khamûl, kom från länderna i öster. Ledaren bland dem omnämns som Häxmästaren av Angmar.
De blev under sin livstid mäktiga män, kungar, trollkarlar och krigare, och sändes var och en en av de nio ringarna som med tiden förvandlade och korrumperade dem alltmer, och till sist var de alla förstörda och förslavade under Saurons och Härskarringens makt. Odödliga och osynliga tjänade de Sauron i dennes jakt efter härskarringen. De residerade i Minas Morgul och i Dol Guldur.
Ringarnas makt hade medfört att de hade genomgått vittgående fysiska förändringar. Deras liv hade förlängts tusentals år. Trots att de fanns kvar i sina ursprungliga kroppar hade de bleknat bort och tunnats ut tills de inte längre kunde existera i det verkliga livets dimensioner. Deras kött var varken dött eller levande, det var odött. De hade övergått till en halvvärld av skuggor som varken var upplyst av solen eller lämnats i totalt mörker. Deras sinnen hade förändrats så till den grad att deras normala varseblivningsförmåga har avtrubbats eller försvunnit, medan andra sinnen utan namn eller definition hade skärpts.
De hade många vapen; långsvärd av stål och eld, knivar med gift och annan svartkonst, och svarta stridsklubbor av stor styrka. De red på hästar eller olika, ibland flygande vidunder. De var ständigt omgivna av en aura av terror som påverkade alla utom de allra starkaste. Deras andedräkt var giftig och deras skrin orsakade skräck och förtvivlan. Deras farligaste vapen var skräcken de åstadkom. Skräcken stegrades om de samlades i grupp, eller om de tog av sig de mantlar de använder för att synas bland de dödliga.
Nazgûlerna var odödliga, och kunde endast oskadliggöras med klingor smidda med hjälp av trolldom i det nordliga kungariket Arnor. Alla utom Häxmästaren var rädda för vatten och hamnade lätt på villovägar. Detta gällde i synnerhet Khamûl, vars kraft också var mest försvagad under dagtid. Samtliga nazgûler var rädda för eld och dem som bemästrar den.

## Namn på enskilda nazgûler
Den ende nazgûl som namngivits av Tolkien själv är Khamûl, men när Iron Crown Enterprises skapade ett rollspel baserat på Tolkiens värld namngav de de övriga: Er-Murazor (Häxmästaren), Dwar of Waw, Ji Indur Dawndeath, Akhorahil, Hoarmurath, Adûnaphel the Quiet, Ren the Unclean och Uvatha the Horseman. Av dessa sades Adûnaphel vara kvinna, vilket dock motsägs av Tolkiens verk där alla ringvålnaderna sägs vara "kungar". Dessa namn anses inte vara kanon, och bygger i mycket liten utsträckning på något av de språk Tolkien konstruerat för sina verk. Även i Games Workshops figurspel baserat på böckerna förekommer namn eller titlar för Nazgûlerna. Här heter de The Dark Marshal, The Witch-king of Angmar, The Dwimmerlaik, The Tainted, The Undying, The Shadowlord, The Knight of Umbar, The Betrayer och slutligen Khamul the Easterling.

## Vingbestar
Vingbestar är nazgûlernas fiktiva riddjur. I filmatiseringen av böckerna förekommer vingbestarna i Sagan om de två tornen och Sagan om konungens återkomst.